# فرار گربه
فرار گربه (به انگلیسی: Cat Run) یک فیلم کمدی آمریکایی محصول سال ۲۰۱۱، به کارگردانی جان استاکول می‌باشد که در صربستان و مونته‌نگرو فیلمبرداری و تهیه شده‌است.

## داستان
یک فاحشهٔ آندورایی و یک مادر مجرد به نام کاتالینا  «کَت» رونا (پاز وگا) به همراه دوست خود برای شرکت در یک انجمن عیاشی در مونته‌نگرو برای یکی از مردان بانفوذ آمریکایی، سناتور ویلیام کرب (کریستوفر مک‌دونالد) و برانکو ایوانویچ (برانکو دورک) استخدام می‌شود.
وقتی سناتورها یکی فاحشه‌ها را به قتل می‌رساند، به نگهبانان دستور داده می‌شود تا همهٔ حاضرین شاهد را به قتل برساند، اما کت با فیلم امنیتی بر روی یک
دیسک هارد درایو رمزگذاری شده که گواه این قتل‌عام است، فرار می‌کند.

یک تعقیب رسمی با اتهامات دروغ به کت آغاز می‌شود و قاتلی بی رحم به نام هلن بینگهام (جانت مک‌تیر) برای یافتن هارد و کشتن کتلینا استخدام می‌شود.
در همین حال، دو جوان آمریکایی و دوست‌های قدیمی، جولیان سیمز (آلفونزو مک آلی) و آنتونی هستر (اسکات مکویز) بعد از مدت‌ها یکدیگر را ملاقات می‌کند. جولیان پسری دخترباز و آنتونی یک آشپز گوش گیر است. کت برای فرار ماشین آنتونی و موبایل جولیان را میدزد و آنتونی در یک نگاه شیفتهٔ او می‌شود.
مدتی بعد آنتونی و جولیان تصمیم به بازکردن یک آژانس و کار کردن به عنوان کارآگاه خصوصی و جمع‌آوری مقداری پول می‌کنند. آن‌ها نام آژانس را «جوآن» می‌گذارند و مردی به نام دکستر (دی ال هیولی) را به عنوان منشی استخدام مینند. زمانی که آنتونی در روزنامه خواند که پدر کت به دنبال او می‌گردد، بهمراه جولیان، با انتظار برای دریافت پاداش، به جستجوی او می‌پردازد.

هنگامی که به هلن توسط کسانی که او را استخدام کرده بودند خیانت شد، او تصمیم می‌گیرد به آنتونی، جولیان و کت برای بازیابی هارد و آزادی خود کمک کند.

## بازیگران
- پاز وگا در نقش کاتالینا رونا
- جانت مک‌تیر در نقش هلن بینگهام
- آلفونزو مک آلی در نقش جولیان سیمز
- اسکات مکلوویچ درنقش آنتونی هستر
- کریستوفر مک‌دونالد در نقش بیل کرب
- کارل رودن در نقش کارور
- دی ال هیولی در نقش دکستر
- تونی کورران در نقش شان مودی
- میشل لومباردو در نقش استفانی
- برانکو جوریچ در نقش خودش
- هدر چیسین در نقش مادر هلن بینگهام